# Stuart Highway
A Stuart Highway Ausztrália egyik leghosszabb országútja, ami az ország középvonala mentén köti össze a déli és északi partokat. Északi kezdőpontja Darwin városa, déli végpontja Port Augusta. Elnevezését John McDouall Stuart skót felfedezőről kapta, aki a jelenlegi út nyomvonala mentén elsőnek jutott át a kontinensen. Az út vasúti megfelelője az Adelaide és Darwin között közlekedő The Ghan vasút.

## Az út története

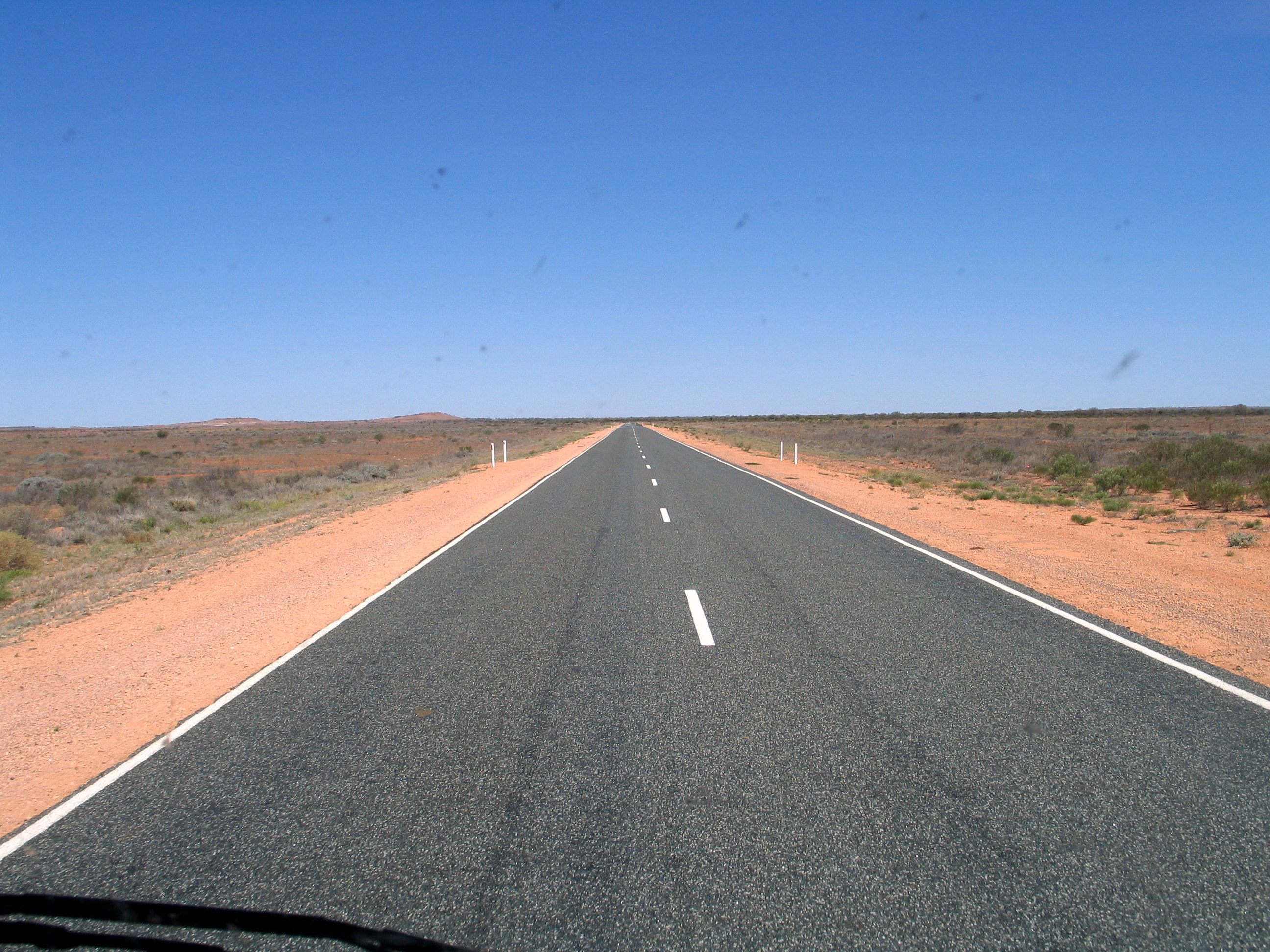
Jellegzetes ausztrál táj, az Outback

John McDouall Stuart skót felfedező 1860 és 1862 között hat expedíciót vezetett Ausztrália akkor még ismeretlen belső területeinek felfedezésére. Az egykori felfedezőút nyomvonala több helyen azonos a később róla elnevezett úttal. A kezdetben egyszerű ösvény még az 1970-es években is hosszú szakaszokon földút volt, mely azonban az ottani éghajlati és terepviszonyok mellett jól járható volt személyautók számára is. A teljes aszfaltozás Ausztrália 1988-as kétszáz éves évfordulójára készült el.

## Az út számozása
A Darwin központjától induló út az első kb. 50 kilométeren négysávos, majd a Livingstone várostól jobbra elágazó 34-es Cox Peninsula Road elágazásától kezdve kétsávos, végig aszfaltozott. A Darwintől 317 km-re lévő Daly Waters településig National 1, onnan az Északi terület és Dél-Ausztrália határáig National 87, onnan Port Augustáig National A 87 az elnevezése. Teljes hossza 2834 kilométer, jórészt szinte néptelen, sivatagos-félsivatagos területen halad át.

## Az út leírása
A negyven kilométeres négysávos szakaszt leszámítva az út kétsávos. A kiváló minőségű úton végig útburkolati jelek vannak, az elágazások, települések, látványosságok pontosan ki vannak táblázva. A sebességhatárok betartása nagyon fontos, ellenőrzés a legváratlanabb helyen és időben is lehetséges, a bírság összege jelentős.
Az útról induló jelölt földutakon való közlekedésről részletesebben a Veszélyek fejezet alatt. Gyakran láthatók az úttól induló jelöletlen földutak is, ezek többnyire az éppen ott közel futó vasúthoz, birkafarmokhoz, lényegtelen helyekre vezetnek, esetleg néhány kilométer után egyszerűen megszűnnek. Az átutazók, turisták számára fontos utak minden esetben gondosan ki vannak táblázva. Jelöletlen földúton elindulni nem célszerű.
Az út mentén csak négy nagyobb város, valamint néhány egészen apró település van. Mobiltelefon-hálózat csak a nagy településeken működik. Átlagosan 200 kilométerenként jól felszerelt pihenőhelyek vannak, melyekben benzinkút, szerelőműhely, telefon, motel, kempinghely, parkoló, vendéglő, üzlet, tisztálkodási lehetőség, segélyhely található. A legközelebbi benzinkút és segélyhívó telefon távolsága minden településen ki van táblázva. Kisebb, gyakran csak egy piknikasztallal felszerelt parkoló több is van. Megállásra alkalmas helyet számtalan helyen lehet találni, mivel a Magyarországon általánosan használt útmenti vízelvezető árok itt többnyire nem található meg.
Az úttal helyenként párhuzamosan, máshol tőle távolabb fut az Adelaide és Darwin között közlekedő The Ghan vasút. Az út mentén nagy gépek fogadására alkalmas repülőtér van Coober Pedy, Alice Springs és Tennant Creek városokban. Gyakran még a néhány házból álló településeknek is saját repülőterük van kis gépek fogadására. Az út teljes hosszában távolsági autóbusz közlekedik.
A Stuart Highway Darwin városának szinte a központjából indul. Az út első szakasza sűrűbben lakott területen halad át, eleinte gyakoribbak a kisvárosok, néhány házból álló, szinte tanyasias települések. A trópusi jellegű táj viszonylag gyorsan vált át elhagyatott, félsivatagiba. Az út mindössze néhány jelentősebb településen halad át, ezek Katherine, Tennant Creek, Alice Springs, Coober Pedy. Több fontos elágazás is van, valamint sok, kisebb, de jelölt földút is indul a sivatag mélyére.
Fontosabb elágazásai Darwin közelében a 36-os Arnhem Highway kelet felé, nem sokkal utána a 34-es Cox Peninsula Road nyugat fele. Pine Creeknél indul kelet felé a 21-es Kakadu Highway. Az első nagyobb város és turistaközpont Katherine, indul nyugat felé az igen hosszú, Perth városa felé tartó Victoria Highway. Tennant Creek előtt 21 km-rel indul Queensland és a Csendes-óceán felé a 21. számú Barkly Highway.
A legnagyobb település a kb. félúton található Alice Springs. A még hetven éve is csak néhány lakosú, világtól elszeparált település a második világháború alatt fejlődött fel, mint a japán repülőgépek által elérhetetlen terület, ekkor tízezres létszámú katonai tábort létesítettek. A háború után is megmaradt a település részben katonai jellege, nagy hatótávú radarállomás és jelentős számú amerikai katona van a városban, mely egyben a környék turizmusának is a központja. A városból indul nyugat felé a 2-es Larapinta Drive, a MacDonnell-hegység közelebbi turistalátványosságai felé.
Alice Springs után szinte néptelen területen halad az út. Mintegy 200 km-re a várostól, Eridunda településtől indul nyugat felé a 4-es Lasseter Highway, ami olyan világhírű látványosságokhoz visz, mint az Uluru, az Olgas, vagy a Kings Canyon. Az elágazástól hetven kilométerre található a néhány házból álló Kulgera település, ahol pihenőhely, kamionparkoló, vendéglő és kisebb repülőtér is található. Innen indul keletre egy kisebb földút, mely a 12 kilométerre lévő vasúthoz, majd a sivatag mélyére tart.
A helység mellett található Ausztrália földrajzi középpontja, ami emlékoszloppal van megjelölve. Egy földút is indul az Uluru felé. Az Északi terület és Dél-Ausztrália néhány kilométerre következő határán parkoló van, kiépített üdvözlő táblák láthatók. A néhány házból álló Marlától indul délkeleti irányba az egyik legismertebb ausztrál földút, az Oodnadatta Track Oodnadatta, William Creek és Marree felé.
Az úton a következő nagyobb település Coober Pedy. A semmihez nem hasonlító városka a világ opálbányászatának központja. Több ezer földbe vájt bányaüreg található, a sivatagi meleg miatt egyedülálló, föld alatti házak épültek, föld alatti szálloda is van. A város egyik legismertebb személye volt Crocodile Harry krokodilvadász, majd alternatív művész. Sziklába vájt háza és a város is látható Olivia Newton-John Down Under című ausztráliai országjáró videójában. Szintén itt forgatták a Mad Max 3 egyik jelenetét. A várostól 20 km-re északra található a különleges formájáról ismert The Breakaways hegy, mely a Priscilla, a sivatag királynőjének kalandjai (1994) című filmben is látható. A Stuart Highwayről kitáblázott földút vezet hozzá. Coober Pedyből egy közvetlen földút vezet Oodnadatta településre, neve Oodnadatta Road, nem tévesztendő össze az Oodnadatta Track földúttal.
Coober Pedy után szinte néptelen vidéken fut az út, sivatagos területen, időszakos tavak között. Woomera településnél indul az utolsó jelentősebb elágazás, a B97-es Pimba Road észak felé a világ legnagyobb uránbányájába, az Olympic Damba. A városka környékén az út mentén egy jelentős méretű, szigorúan zárt katonai terület húzódik, a Woomera Prohibited Area. Ezen a területen tilos az útról letérni. Port Augusta külvárosában, egy elágazásnál ér véget a Stuart Highway.

## Veszélyek és biztonsági javaslatok

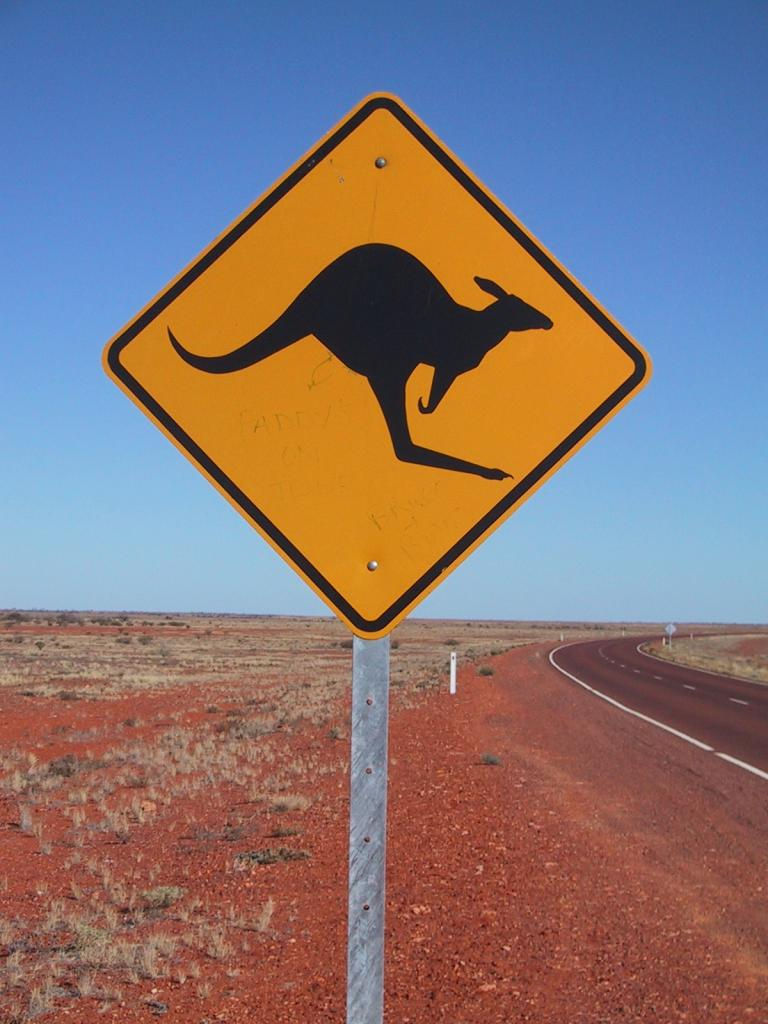
Kengurukra figyelmeztető tábla az úton

Az út csak két sávos, de jó minőségű, végig felfestett útburkolati jelek vannak rajta, kiválóan ki van táblázva, az eltévedés esélye gyakorlatilag nulla. A távolságok viszont hatalmasak, a vidék helyenként lakatlannak tekinthető.
Éghajlatból adódó veszélyt a nagyfokú és igen száraz meleg jelent, nyári hónapokban rendszeres a negyven foknál is magasabb hőmérséklet, mely a rendkívül erős napsütés és felhőtlen ég miatt még magasabbnak tűnik, akár néhány óra alatt is veszélyes fokú kiszáradás következhet be. Turisták számára a nyári hónapokat nem is ajánlják utazásra. Az északi, trópusi területeken a váratlan esőzések, áradások jelenthetnek veszélyt. A mellékutakon (elsősorban földutakon) esőzések után napokig tartó útzárak is előfordulnak.
Közlekedési veszélyt a nagy távolságok miatti kifáradás, a hatalmas méretű országúti kamionok, az úton átmenő kenguruk, vadon élő tevék jelenthetnek. Elcsatangolt birkák, olykor marhák is az útra tévedhetnek. Pihenő és kirándulóhelyeken ügyelni kell a félénk és emberkerülő, de véletlen rálépés esetén támadó mérgeskígyókra is. Az északi területeken akár közvetlenül az út menti vizekben is előfordulhat krokodil.
Műszaki hiba esetén ne hagyjuk el a járművet, hacsak bizonyosan nem kell többet gyalogolni, mint néhány kilométer. A Stuart Highway forgalma nem magas, de nappal rövid időn belül segítségre lehet számítani az arra haladó autósoktól, vagy műholdas telefonnal rendelkező kamionosoktól. Az úton a kisforgalmú utakkal ellentétben rendőri járőrözés nincs. Az utazónak számítani kell arra, hogy baleset, vagy rosszullét esetén a nagy távolságok miatt helyenként csak hosszabb idő alatt juthat orvosi segítséghez.
Napnyugta után ugyan nem tilos, de biztonsági okokból nem tanácsolják az úton a közlekedést, kellő időben célszerű elérni a legközelebbi települést, vagy megállóhelyet. Ennek a főként éjszaka aktív kenguruk az okai, melyek az autó hangjától megijednek, ettől az egyetlen fényforrás, az autó felé rohannak, ebben az esetben a baleset nehezen kerülhető el. Egy megtermett kenguru elütése végzetes balesetet okozhat. Amennyiben feltétlenül szükséges az éjszakai vezetés, ajánlott egy hatalmas méretű országúti kamion mögött haladni, de ebben az esetben is előfordulhat, hogy az autó átmegy egy a kamion által elütött állaton.
2001-ben az út némileg rossz hírre tett szert, miután egy angol turistát megöltek. Erre az esetre hivatkozott a Wolf Creek – A haláltúra című film mint megtörtént bűnesetre.
Országos fontosságú jelölt földutakra való letérés csak jó állapotban lévő terepjáróval, kellő tartalék üzemanyaggal, több napra elegendő vízkészlettel javasolt. Kisebb, távoli helyekre vivő földutakra való letérés esetén műholdas telefon, pontos térkép vagy navigátor is szükséges, de még inkább csoportosan ajánlott. Ilyen utakon a segítségnyújtás esélye is kisebb, előfordulhat, hogy csak napi egy autó jár arra. Baj esetén nem ajánlott a gépkocsi elhagyása, a túlélés esélye a gépkocsiban nagyobb, valamint a keresést is megkönnyíti, ugyanis a kis mellékutakon rendszeres rendőri járőrözés van (1-3 naponta), éppen az efféle esetek miatt. Mellékútra térés esetén a napra kész útinform táblák ajánlása feltétlenül betartandó, komoly büntetés vár az útzárat megszegőkre. Jelöletlen földutakon való közlekedés a környéket pontosan nem ismerők számára nem ajánlott.
A biztonságot szolgáló műholdas telefont a turisták bérelhetik is.